# Sportgerät

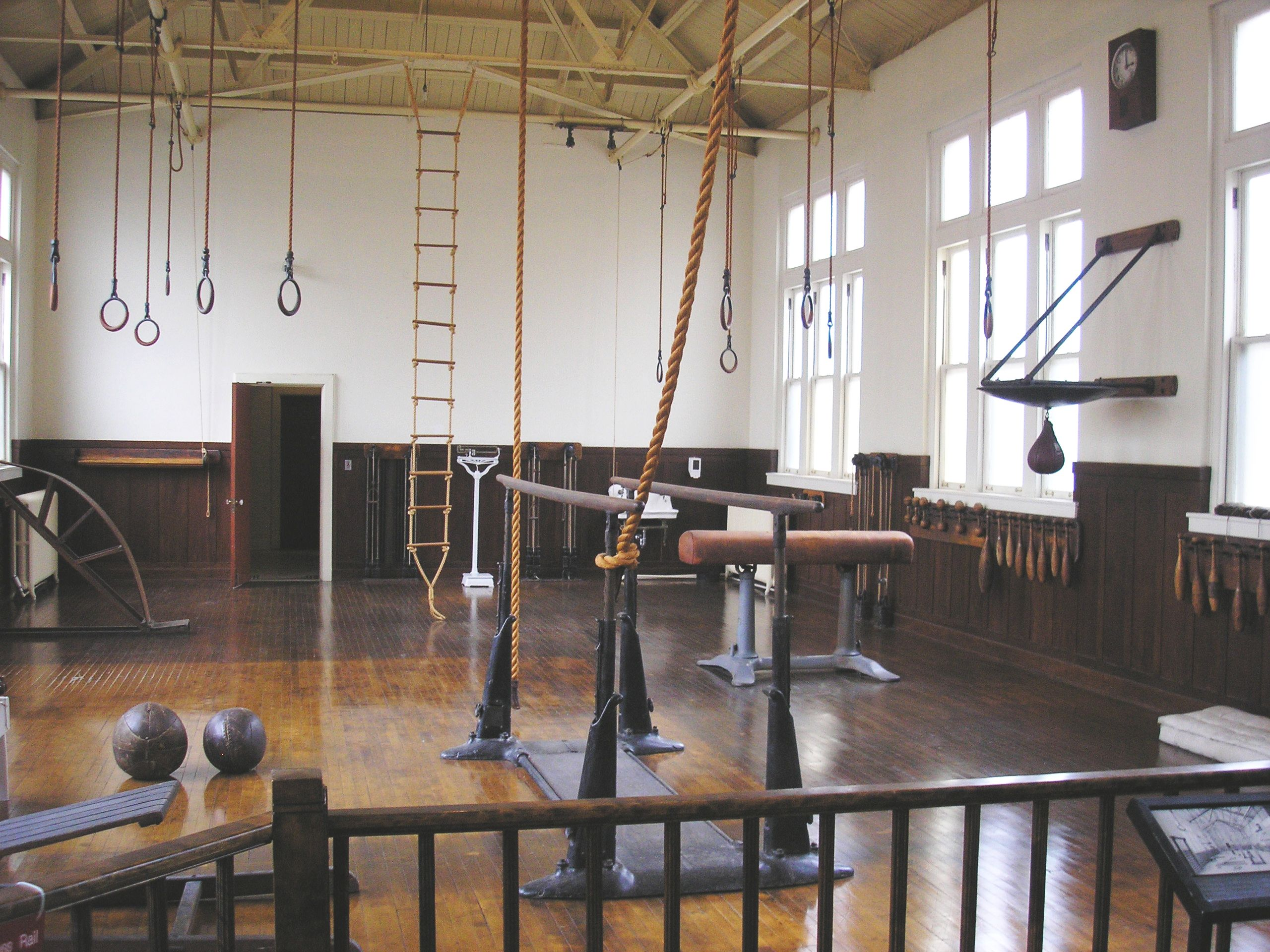
Turnhalle mit diversen Sportgeräten

Ein Sportgerät besteht aus einem oder mehreren Gegenständen und wird zum Ausüben einer Sportart benötigt. Es kann genormt sein, um den Vergleich von Leistungen und Rekorden in Wettkämpfen und Training, aber auch im Schulsport zu ermöglichen. 
Eine Übersicht bietet die Kategorie:Sportgerät.